# هجرة العمال
هجرة العمال وهي واحدة من الخصائص المميزة لأسواق العمل. السبب في هذا التنقل هو أن الناس، وبشكل خاص العمال، يسعون بشكل طبيعي إلى تحسين وضعهم الاقتصادي بمرور الوقت وخاصة الدخل.